# قائمة أفلام ممنوعة
هذه قائمة بالأفلام الممنوعة في التاريخ واغلب اسباب المنع هي لأسباب سياسية أو أخلاقية. معايير الرقابة من بلد إلى آخر تختلف من حين لآخر وهناك العديد من الأفلام التي منعت ولكن أصبحت في وقت اخر مسموح بها. ولدى العديد من البلدان لجان خاصة للرقابة على الأفلام. والقائمة كالتالي:

## البحرين
| السنة | الفيلم                                        | ملاحظة                                                                                                  |
| ----- | --------------------------------------------- | --- |
| 1959  | بن هور                                        | منع في كل دول الجامعة العربية بسبب الممثلة الإسرائيلية هيا هراريت.                                      |
| 2006  | بورات                                         | ممنوع في كل دول الجامعة العربية باستثناء لبنان.                                                         |
| 2007  | المملكة                                       | منع بسبب تصوير غير دقيق لتفجير وقع في السعودية عام 1996.                                                |
| 2014  | نوح                                           | منع بسبب تصوير الأنبياء.                                                                                |
| 2021  | الأبديون                                      | منع بسبب شخصيات الفيلم فاستوس وزوجه.                                                                    |
| 2022  | لايت يير                                      | منع بسبب مشهد قبلة مثلية قصير.                                                                          |
| 2022  | ثور: الحب والرعد                              | منع بسبب تمثيل المثليين.                                                                                |
| 2023  | سبايدرمان: أكروس ذا سبايدر-فيرس (الجزء الأول) | منع بسبب احتوائه على إطارات تحمل علمًا للمتحولين جنسيًا مكتوب عليه عبارة "حماية الأطفال المتحولين جنسيًا". |

## الأردن
| السنة | الفيلم                                    | ملاحظة                                                             |
| ----- | ----------------------------------------- | ------------------------------------------------------------------ |
| 1959  | بن هور                                    | منع في كل دول الجامعة العربية بسبب الممثلة الإسرائيلية هيا هراريت. |
| 2006  | بورات                                     | ممنوع في كل دول الجامعة العربية باستثناء لبنان.                    |
| 2006  | شيفرة دا فينشي                            | منع بسبب المحتوى التجديفي.                                         |
| 2022  | دكتور سترينج في الأكوان المتعددة المجنونة | منع بسبب أمريكا تشافيز، وهي شخصية مثلية.                           |
| 2022  | لايت يير                                  | منع بسبب مشهد قبلة مثلية قصير.                                     |

## العراق
| السنة | الفيلم                          | ملاحظة                                                             |
| ----- | ------------------------------- | ------------------------------------------------------------------ |
| 1959  | بن هور                          | منع في كل دول الجامعة العربية بسبب الممثلة الإسرائيلية هيا هراريت. |
| 1999  | ساوث بارك: بيغر، لونغر آند أنكت | منع في زمن حكم النظام البعثي لتصويره صدام حسين بطريقة ساخرة.       |
| 2006  | بورات                           | ممنوع في كل دول الجامعة العربية باستثناء لبنان.                    |
| 2015  | قناص أمريكي                     | منع لكونه "إهانة للشعب".                                           |
| 2022  | لايت يير                        | منع بسبب مشهد قبلة مثلية قصير.                                     |

## عمان
| السنة | الفيلم                                        | ملاحظة                                                                                                |
| ----- | --------------------------------------------- | --- |
| 1959  | بن هور                                        | منع في كل دول الجامعة العربية بسبب الممثلة الإسرائيلية هيا هراريت.                                    |
| 2006  | بورات                                         | ممنوع في كل دول الجامعة العربية باستثناء لبنان.                                                       |
| 2020  | أونورد                                        | بسبب الإشارة إلى علاقة مثلية.                                                                         |
| 2021  | الأبديون                                      | بسبب شخصيات الفيلم فاستوس وزوجه المثلية.                                                              |
| 2022  | لايت يير                                      | منع بسبب مشهد قبلة مثلية قصير.                                                                        |
| 2023  | سبايدرمان: أكروس ذا سبايدر-فيرس (الجزء الأول) | منع بسبب احتوائه على إطارات تحمل علم متحولين جنسيًا مكتوبًا عليه عبارة "حماية الأطفال المتحولين جنسيًا". |
| 2023  | باربي                                         | منع بسبب "الترويج لأفكار ومعتقدات لا تتوافق مع الثقافات والقيم".                                      |
| 2024  | The Crow                                      | بسبب العري المفرط                                                                                     |

## الجزائر
| السنة | الفيلم | ملاحظة |
| ----- | ------ | --- |
| 1959  | بن هور | منع في كل دول الجامعة العربية بسبب الممثلة الإسرائيلية هيا هراريت. |
| 2006  | بورات  | ممنوع في كل دول الجامعة العربية باستثناء لبنان. |
| 2023  | باربي  | في 13 أغسطس 2023، أي بعد ثلاثة أسابيع فقط من إطلاقه في 19 يوليو، أُوقف عرض فيلم باربي في دور السينما الجزائرية. ووفقًا لوكالة رويترز، نُقل عن المصدر الرسمي قوله إن الفيلم "يُروج للمثلية الجنسية وغيرها من الانحرافات الغربية"، وإنه "لا يتوافق مع المعتقدات الدينية والثقافية للجزائر". |

## المغرب
| السنة | الفيلم       | ملاحظة                                                             |
| ----- | ------------ | ------------------------------------------------------------------ |
| 1958  | Tot Watchers | رفض التصنيف باعتباره غير صحيح سياسيا.                              |
| 1959  | بن هور       | منع في كل دول الجامعة العربية بسبب الممثلة الإسرائيلية هيا هراريت. |
| 2006  | بورات        | ممنوع في كل دول الجامعة العربية باستثناء لبنان.                    |

## مصر
| السنة     | الفيلم                                        | ملاحظة |
| --------- | --------------------------------------------- | --- |
| 1959      | بن هور                                        | منع في كل دول الجامعة العربية بسبب الممثلة الإسرائيلية هيا هراريت. |
| 1960      | إكسدس                                         | منع بسبب "الدعم المادي للممثل بول نيومان للصهيونية وإسرائيل". |
| 1968      | الفتاة المرحة                                 | مُنع الفيلم بسبب تصوير البطل المصري المسلم (عمر الشريف) في قصة رومانسية مع الممثلة اليهودية باربرا سترايساند. وكان دعم سترايسند السياسي لإسرائيل في ذروة التوترات العسكرية بين مصر وإسرائيل عاملاً مؤثراً أيضاً. |
| 1994      | المهاجر                                       | أثار هذا الفيلم، المقتبس بشكل فضفاض من قصة يوسف، الشخصية التوراتية، العديد من الاحتجاجات، بسبب فتوى تحرم تصوير الشخصيات الدينية. وبعد الحصول على جميع الموافقات اللازمة من الرقابة، عُرض الفيلم بنجاح في السينما المصرية حتى تسببت دعوى قضائية رفعها محامٍ إسلامي أصولي في حظر مؤقت. بعد معركة قضائية استمرت عامًا، فاز المخرج يوسف شاهين بالقضية، ليواجه حظرًا ثانيًا نتيجة دعوى قضائية رفعها محامٍ مسيحي اعترض على انحراف الفيلم عن الرواية التوراتية. |
| 1998      | أمير مصر                                      | منع لأسباب دينية. |
| 2003      | ذا ماتريكس 2                                  | منع بسبب المحتوى العنيف وموضوعاته الدينية. |
| 2003–2007 | بروس الخارق                                   | منع لأنه يصور الله كإنسان عادي، ويُعتبر تجديفًا على الإسلام. رُفع الحظر بعد أربع سنوات. |
| 2006      | بورات                                         | ممنوع في كل دول الجامعة العربية باستثناء لبنان. |
| 2006      | شيفرة دا فينشي                                | منع بسبب المحتوى التجديفي. |
| 2014      | حلاوة روح                                     | مُنع الفيلم مباشرةً بعد عرضه في دور السينما، بعد انتقاداتٍ لمشاهده التي اعتُبرت مثيرةً جنسيًا. وُجّهت انتقاداتٌ للفيلم لنسخه فيلم "مالينا" (2000) للمخرج جوزيبي تورناتوري، بطولة الممثلة الإيطالية مونيكا بيلوتشي. |
| 2014      | خروج: الآلهة والملوك                          | منع بسبب عدم الدقة التاريخية وإظهار التاريخ من وجهة نظر صهيونية. |
| 2022      | دكتور سترينج في الأكوان المتعددة المجنونة     | منع بسبب أمريكا تشافيز، وهي شخصية مثلية. |
| 2022      | لايت يير                                      | منع بسبب مشهد قبلة مثلية قصير. |
| 2022      | ثور: الحب والرعد                              | منع بسبب المثلية. |
| 2023      | سبايدرمان: أكروس ذا سبايدر-فيرس (الجزء الأول) | منع بسبب احتوائه على إطارات تحمل علمًا للمتحولين جنسيًا مكتوبًا عليه عبارة "حماية الأطفال المتحولين جنسيًا". |

## موريتانيا
| السنة | الفيلم | ملاحظة                                                             |
| ----- | ------ | ------------------------------------------------------------------ |
| 1959  | بن هور | منع في كل دول الجامعة العربية بسبب الممثلة الإسرائيلية هيا هراريت. |
| 2006  | بورات  | ممنوع في كل دول الجامعة العربية باستثناء لبنان.                    |

## الكويت
| السنة | الفيلم                                                            | ملاحظة |
| ----- | ----------------------------------------------------------------- | --- |
| 1959  | بن هور                                                            | منع في كل دول الجامعة العربية بسبب الممثلة الإسرائيلية هيا هراريت. |
| 1999  | ساوث بارك: بيغر، لونغر آند أنكت                                   | مُنع بسبب الإساءة إلى جماعة الإخوان المسلمين . المسلسل التلفزيوني نفسه محظور أيضًا في الكويت. تم إنشاء مسلسل مماثل بلوك 13 كبديل لـ ساوث بارك على التلفزيون الكويتي، واستمر لمدة موسمين.     |
| 2003  | بروس الخارق                                                       | منع بسبب المحتوى التجديفي. |
| 2004  | فهرنهايت 9/11                                                     | منع بسبب انتقاده لحرب العراق وإهانة العائلة الحاكمة في السعودية. |
| 2006  | بورات                                                             | ممنوع في كل دول الجامعة العربية باستثناء لبنان. |
| 2007  | المملكة                                                           | منع بسبب تصوير غير دقيق لتفجير وقع في السعودية عام 1996. |
| 2016  | حفلة نقانق                                                        | منع بسبب الفحش. |
| 2017  | المرأة الخارقة                                                    | منع بسبب الممثلة الإسرائيلية غال غادوت. |
| 2017  | الجميلة والوحش                                                    | منع وسحب من دور السينما بسبب الإشارات المثلية التي وجدت أنها مسيئة. |
| 2020  | أونورد                                                            | منع بسبب الإشارة البسيطة في الفيلم إلى العلاقة المثلية. |
| 2020  | المرأة المعجزة 1984                                               | منع بسبب الممثلة الإسرائيلية غال غادوت. |
| 2021  | الأبديون                                                          | بسبب شخصيات الفيلم المثلية فاستوس وزوجه. |
| 2022  | موت على ضفاف النيل                                                | منع بسبب الممثلة الإسرائيلية غال غادوت. |
| 2022  | Beast                                                             | منع بسبب تصوير المسلمين كإرهابيين. |
| 2022  | دكتور سترينج في الأكوان المتعددة المجنونة                         | منع بسبب كون إحدى شخصيات الفيلم، أمريكا تشافيز، مثلية الجنس. |
| 2022  | لايت يير                                                          | منع بسبب مشهد قبلة مثلية قصير. |
| 2022  | ثور: الحب والرعد                                                  | منع بسبب تمثيل المثليين. |
| 2022  | الباندا الأحمر الكبير                                             | منع بسبب التصوير الصريح للبلوغ ومواضيع النضج الأخرى. |
| 2023  | That Time I Got Reincarnated as a Slime: The Movie – Scarlet Bond | أول فيلم ياباني يتم منعه بسبب بطلة الفيلم، ريمورو تيمبيست، كونها بلا جنس. |
| 2023  | قاتل الشياطين: الطريق إلى قرية صانعي السيوف                       | منع بسبب مشهد استحمام ميتسوري كانروجي، لوف هاشيرا، في الينبوع الساخن. |
| 2023  | تحدث معي                                                          | منع بسبب زوي تيراكيس، وهي ثنائية الجنس ومتحولة جنسياً. |
| 2023  | باربي                                                             | قامت لجنة الرقابة السينمائية التابعة لوزارة الإعلام الكويتية بمنع الفيلم بسبب "أفكاره ومعتقداته الغريبة عن المجتمع الكويتي". وبسبب "الترويج لأفكار ومعتقدات لا تتوافق مع الثقافات والقيم". |
| 2023  | سبايدرمان: أكروس ذا سبايدر-فيرس (الجزء الأول)                     | منع بسبب احتوائه على إطارات تحمل علمًا للمتحولين جنسيًا مكتوبًا عليه عبارة "حماية الأطفال المتحولين جنسيًا".                                                                                   |
| 2023  | Animal                                                            | منع بسبب محتواه الجنسي المتعدد |
| 2024  | صائدو الأشباح: الإمبراطورية المجمدة                               | منع بسبب "شخصية مثلية. |
| 2024  | The Crow                                                          | منع بسبب العري المفرط. |
| 2024  | المتاهة 3                                                         | منع بسبب الإشارة إلى المثلية الجنسية. |
| 2024  | ويكد                                                              | قبل العرض السينمائي، سحب الفيلم من دور العرض المحلية بسبب "الأخلاق العامة". |
| 2025  | بياض الثلج                                                        | منع بسبب الممثلة الإسرائيلية غال غادوت. |

## لبنان
| السنة     | الفيلم                                        | ملاحظة |
| --------- | --------------------------------------------- | --- |
| 1959      | بن هور                                        | منع في كل دول الجامعة العربية بسبب الممثلة الإسرائيلية هيا هراريت. |
| 1993      | قائمة شندلر                                   | منع لأسباب سياسية. |
| 2006      | شيفرة دا فينشي                                | منع بسبب المحتوى التجديفي. |
| 2008–2008 | برسبوليس                                      | منع في البداية بعد أن وجده بعض رجال الدين "مُسيئًا لإيران والإسلام". ثم أُلغي الحظر لاحقًا بعد احتجاجات في الأوساط الفكرية والسياسية اللبنانية. |
| 2008      | فالس مع بشير                                  | مُنع الفيلم في لبنان، حيث وصفه أشد النقاد قسوةً بأنه يصور حقبةً غامضةً وعنيفةً في تاريخ لبنان. ثارت حركةٌ من المدونين، من بينهم "الدائرة الداخلية اللبنانية" و"+961" وآخرون، على حظر الحكومة اللبنانية للفيلم، ونجحوا في عرضه على النقاد اللبنانيين المحليين، متحدّين طلب حكومتهم بحظره. عُرض الفيلم بشكلٍ خاص في يناير/كانون الثاني 2009 في بيروت أمام 90 شخصًا. ومنذ ذلك الحين، أُقيمت العديد من العروض. كما تتوفر نسخٌ غير رسمية منه في البلاد. |
| 2010      | Chou sar?                                     | لم توضح إدارة الأمن العام سبب منع الفيلم الوثائقي الذي تناول الحرب الأهلية اللبنانية. |
| 2011      | بيروت بالليل                                  | منع لأسباب سياسية. |
| 2011      | عار                                           | [ 47 ] |
| 2012      | فتح 1453                                      | منع لكونه مسيئًا للمسيحية. |
| 2012      | الهجوم                                        | منع لأن المخرج زياد دويري قام بالتصوير في إسرائيل. |
| 2013      | Too Much Love Will Kill You                   | منع لكونه تجديفيًا واستفزازيًا. |
| 2013      | I Offered You Pleasure                        | يتناول الفيلم قضايا التمييز الجنسي وقمع التقاليد الاجتماعية. |
| 2013      | Stranger By The Lake                          | يعرض الفيلم علاقة رومانسية بين رجلين. |
| 2015      | Wasp                                          | تدور أحداث الفيلم حول زوجين مثليين. |
| 2015      | I Say Dust                                    | منع بسبب قبلة بين شخصين من نفس الجنس. |
| 2015      | In This Land Lay Graves of Mine               | يتناول الفيلم مخاوف المجتمعات من التقسيم الديموغرافي الناجم عن المجازر والتهجير الطائفي خلال الحرب الأهلية اللبنانية. وقد مُنع الفيلم "لإثارة النعرات الطائفية والحزبية وزعزعة السلم الأهلي". |
| 2016      | أمور شخصية                                    | إنتج بواسطة شركة إسرائيلية وتم تصويره في إسرائيل. |
| 2017      | The Beach House                               | منع بسبب المثلية. |
| 2017      | مولانا                                        | نقدٌ للفساد والتطرف. رُفع حظره بعد حذف أجزاء منه. |
| 2017      | المرأة الخارقة                                | منع بسبب الممثلة الإسرائيلية غال غادوت. |
| 2017      | Panoptic                                      | منع الفيلم الوثائقي في لبنان بسبب رفض المخرجة رنا عيد إزالة جملة واحدة وأي وجود عسكري، فضلاً عن انتقاده للجيش اللبناني. |
| 2017      | فرقة العدالة                                  | منع بسبب الممثلة الإسرائيلية غال غادوت. |
| 2017      | أدغال                                         | منع لأنه يحكي قصة حقيقية لضابط سابق في البحرية الإسرائيلية. |
| 2018      | الراهبة                                       | منع لأنه مسيء للمسيحية. |
| 2022      | موت على ضفاف النيل                            | منع بسبب الممثلة الإسرائيلية غال غادوت. |
| 2022      | المينيون: ارتقاء غرو                          | في حين لم يتم تقديم أي سبب، فمن المفترض أنه منع لتصوير اثنين من التابعين يقبلان بعضهما في الفيلم، وراهبة تحاول استخدام الننشاكو. |
| 2022      | لايت يير                                      | منع بسبب قبلة مثلية. |
| 2023      | صرخة 6                                        | منع بسبب قبلة بين زوجين مثليين جنسياً، ميندي ميكس مارتن وأنيكا كايوكو. |
| 2023      | سبايدرمان: أكروس ذا سبايدر-فيرس (الجزء الأول) | لم يتم تقديم أي سبب للمنع، ولكن ربما كان السبب هو ظهور علم متحولين جنسيًا، يحمل شعار "حماية الأطفال المتحولين جنسيًا"، لفترة وجيزة على جدار غرفة نوم غوين. |
| 2025      | بياض الثلج                                    | منع بسبب الممثلة الإسرائيلية غال غادوت. |

## ليبيا
| السنة | الفيلم | ملاحظة                                                             |
| ----- | ------ | ------------------------------------------------------------------ |
| 1959  | بن هور | منع في كل دول الجامعة العربية بسبب الممثلة الإسرائيلية هيا هراريت. |
| 2006  | بورات  | ممنوع في كل دول الجامعة العربية باستثناء لبنان.                    |

## فرنسا
| السنة     | الفيلم            | ملاحظة |
| --------- | ----------------- | --- |
| 1925–1953 | المدمرة بوتمكين   | منع بسبب المخاوف من أنه قد يلهم الثورة. |
| 1930      | العصر الذهبي      | مُنع في باريس من قبل رئيس الشرطة "باسم النظام العام". |
| 1943      | الغراب            | مُنع من العرض من عام 1945 حتى عام 1947، لأن الفيلم أُنتج في ظل النظام النازي بدعم مالي أيضًا. كما اعتُبر تصويرًا سلبيًا للشعب الفرنسي، واتُهم بالتعاطف مع نظام فيشي. لكن بعد عامين، رُفع الحظر مجددًا. |
| 1950–1990 | إفريقيا 50        | منع لانتقاده الحكم الاستعماري الفرنسي. حُكم على مخرجه، رينيه فوتييه، بالسجن لمدة عام. |
| 1954–1981 | كارمن جونز        | منع بسبب ثغرة فنية في قوانين حقوق النشر بناءً على أمر من تركة الملحن جورج بيزيه (الذي استند الفيلم إلى أوبرا كارمن الخاصة به). |
| 1957–1975 | دروب المجد        | منع في فرنسا لمدة عقدين من الزمن بسبب تصويره النقدي للجيش الفرنسي أثناء الحرب العالمية الأولى. |
| 1965–1971 | معركة الجزائر     | منع لمدة ست سنوات بسبب رسالته المؤيدة للجزائر والمعادية للاستعمار. |
| 1972      | لا تنجينا من الشر | منع بسبب تصويره للعنف والجنس الذي يشمل المراهقين. |
| 1974–1977 | مجزرة منشار تكساس | منع بسبب محتواه العنيف والسادي. |
| 1977      | مخيم ثياروي       | منع بسبب انتقاده للنظام الاستعماري. |
| 2016      | ضد المسيح         | منع الفيلم في 3 فبراير 2016، بسبب محتواه الجنسي والعنيف، على الرغم من السماح بإصداره لأول مرة عام 2009. جاء المنع نتيجةً لضغط جماعة الضغط الكاثوليكية التقليدية "بروموفوار" التي طالبت بإعادة تصنيف الفيلم لمن هم دون سن 16 عامًا لمنع القاصرين من مشاهدته. قضت محكمة فرنسية لصالحهم. ومع صدور شهادة جديدة، يُمنع الفيلم الآن من جميع دور السينما والبث التلفزيوني وإصدارات الفيديو. |